# De dubbelganger
 De dubbelganger  (Russisch: Двойник) is de tweede  roman van de Russische schrijver Fjodor Dostojevski uit 1846. Het verhaal wordt verteld door een anonieme verteller die de hoofdpersoon  steevast “onze held” noemt.

## Inhoud
Beambte Jakow Petrowitsj Goljadkin heeft een keurige positie op een departement in Sint-Petersburg. Hij bezoekt zijn dokter Krestjan Iwanowitsj Rutenspitz, die hem voor de tweede keer beveelt meer ontspanning en vertier in zijn leven te zoeken. Onze held besluit daarop ongenodigd het luisterrijke verjaardagsfeest van Klara Olsoetjewna bij te willen wonen, de dochter van zijn baas, Olsoefi Iwanowitsj Berendejew. Na eerst geweigerd te zijn, weet hij zich alsnog toegang te verschaffen. Vervolgens maakt hij van zijn optreden een volledige afgang door zijn getoonde onhandigheid en wordt buiten geworpen.
Onderweg naar huis wordt hij lijfelijk geconfronteerd met een andere man die bij hem thuis zijn dubbelganger blijkt te zijn met dezelfde naam en geboorteplaats. Bovendien werkt de man opeens op hetzelfde departement onder dezelfde naam en hij wordt al snel de vertrouweling van zijn bovengeschikten. Hierdoor ontstaat er toenemende spanning  tussen onze held en zijn positieve spiegelbeeld. Spanningen treden ook steeds meer op in de gedachtewereld van de hoofdpersoon Jakow Petrowitsj. De nieuw gekomen dubbelganger lijkt zijn uiterste best te doen het zijn alter ego naar de zin te maken en speelt hem een alles belovende liefdesbrief van Klara in handen gericht aan Jakow Petrowitsj.
Uiteindelijk probeert onze held deze brief dan ook maar te verzilveren en wederom op een groots feest bij Klara aangekomen, wordt hij  met zachte hand in een koets geleid, die hem onder de hoede van zijn arts wegbrengt naar een gratis hotel van de staat in Siberië voor geesteszieken.

## Thematiek
De dubbelganger ontwikkelt zich op de avond waarin het leven van de hoofdpersoon een onomkeerbare mislukking lijkt te zijn  geworden. Er splitst zich een alter ego af, dat wel grote sociale successen behaalt, hetgeen weer een allesvernietigende jaloezie bij de hoofdpersoon opwekt.  Het ontstaan van dissociatieve identiteitsstoornis na een traumatische gebeurtenis wordt zo geloofwaardig aan de lezer beschreven.

## Nederlandse vertalingen
Het boek is verschillende keren vertaald, onder meer door S. van Praag (1922), H.J. Been (1939), J.B. Haen (1958), Allewijn Voogd (1968), D.P. Peet (1969) en Arthur Langeveld (2017).

## Verfilming
Pas in 2013 werd het boek voor het eerst verfilmd onder de naam The Double.